# Хренов, Иван Павлович
Иван Павлович Хренов (род. 28 декабря 1985) — врач-кардиолог, ставший известным после сообщения о ситуации в своей больнице во время прямой линии с Владимиром Путиным в 2010 году.

## Семья
Бабушка с дедушкой, родители и старший брат были врачами.
Закончил Ивановскую государственную медицинскую академию, также её закончили его родители и брат.
Прадед Анатолий Павлович Хренов (1896—1975) — подполковник, участник Великой Отечественной войны.
Дед Виктор Анатольевич Хренов — первый руководитель бактериологической лаборатории в Иваново (1976—1983).
Отец Павел Викторович Хренов — военный врач, подполковник в отставке, специалист по ароматерапии в Центре физического здоровья «Evolution»
Мать Ольга Германовна Хренова — участковый врач — терапевт, закончила в 1981 году с отличием ИГМИ им. А. С. Бубнова.
Старший брат Тимофей Хренов — бывший участковый врач—терапевт — отработал 10 лет, фитнес-консультант, директор Центра физического здоровья «Evolution».

## Прямой эфир
16 декабря 2010 года, во время прямого включения с премьер-министром Владимиром Путиным, Иван Хренов рассказал о ситуации в его больнице. Во время визита Путина в Ивановскую областную клиническую больницу там была устроена «показуха». Оборудование было привезено из других больниц, однако после визита демонтировано и убрано из больницы. Медсёстрам было приказано говорить, что их зарплата составляет 12 тысяч рублей. Врачам выданы квитанции на 30 тысяч рублей. Однако в реальности таких высоких зарплат не существовало.
Ранее в СМИ уже отмечалось, что премьер-министра «провели по „подготовленным“ коридорам и кабинетам, а отделения, где царит разруха, тщательно скрыли». Через несколько дней после визита Путина в больницу Иван Хренов пытался достучаться до него через интернет, написав премьер-министру письмо. Но сделать это получилось только во время прямого эфира в декабре.

## Последствия
На следующий день после разговора с премьер-министром Хренову позвонил Путин и сказал, что в обиду его не даст. После в Ивановской больнице пошли проверки больничного оборудования. Ивановские власти утверждали, что Хренов не работал в областной больнице, а был сотрудником местного кардиологического диспансера. Также отвергалось обвинение в отсутствии медицинского оборудования в областной больнице. С зарплатами действительно произошла неразбериха, во время визита она была увеличена. Была создана федеральная комиссия, которая не нашла подтверждения слов Хренова. Однако было уволено несколько главврачей из-за нарушений с их стороны в расходовании фонда оплаты труда.
В январе 2011 года от руководства Ивановской областной клинической больницы и областного онкологического центра был подан иск в суд на Ивана Хренова. Губернатор Михаил Мень уговорил руководство больницы отозвать иск. В том же году его уволили, так как он был на месте сотрудницы, которая ушла в декрет. Потом снова пошёл на «декретную» работу. Познакомился с Леонидом Рошалем и вместе с ним создал Национальную медицинскую палату (врачебная ассоциация) в Иваново. Некоторое время предполагал вступить в партию «Единая Россия», но так и не стал членом партии.
Работает в Медицинском центре «Мега», работает фитнес-консультантом в центре физического здоровья «Evolution» вместе с отцом и старшим братом Тимофеем.
29 августа 2015 года доктор Хренов помог задержать виновника ДТП в городе Иванове.

## Личная жизнь
Женат, жена — педиатр, дочь Арина.